# عبدالله بن اسحاق بن ابراهیم
عبدالله بن اسحاق بن ابراهیم یکی از طاهریان بغداد بود به خلافت عباسی خدمت می‌کرد. او حاکم بغداد در سال ۸۵۱ میلادی و حاکم فارس در ۸۶۳ بود.
عبدالله عضوی از خانوادهٔ طاهریان بود. پس از درگذشت محمد بن اسحاق بن ابراهیم در ژوئیه ۸۵۱، عبدالله به‌عنوان حاکم بغداد و رئیس امنیت سواد جانشین او شد. اما عبدالله به سرعت مقامات مالیاتی خود را به علت برخوردهای خشن‌اش از خود ناخشنود کرد. در همان سال او سمت خود را به نفع محمد بن عبدالله بن طاهر، که در ماه اکتبر از خراسان آمده بود، از دست داد.
در سال ۸۶۳ عبدالله توسط محمد به‌عنوان حاکم فارس برگزیده شد.